# Křivsoudov
Křivsoudov település Csehországban, a Benešovi járásban. Křivsoudov Čechtice, Chyšná, Martinice u Onšova, Loket, Strojetice, Studený és Děkanovice településekkel határos. Lakosainak száma 449 fő (2024. január 1.).

## Népesség
A település lakosságának változását az alábbi diagram mutatja:
| Lakosok száma | 985  | 901  | 879  | 619  | 508  | 407  | 441  | 429  | 434  | 449  |
|               | 1869 | 1900 | 1921 | 1961 | 1980 | 2011 | 2016 | 2019 | 2021 | 2024 |